# かくれんぼ世界選手権
かくれんぼ世界選手権（かくれんぼせかいせんしゅけん、Nascondino World Championship）は、かくれんぼの世界一を決める大会である。第1回大会は2010年にイタリアのベルガモで開かれ、以後、毎年夏にイタリアで開催されている。大会では、イタリアのかくれんぼである「nascondino」が行われる。

## 歴史
第1回かくれんぼ世界選手権は、2010年にイタリアのベルガモで、地元の雑誌「CTRL Magazine」の発案により開催された。世界選手権のアイデアは、創設者の誕生パーティーの場で突然生まれた。彼とその友人がなんとなくかくれんぼを始めるうちに、なぜ、かくれんほの世界大会がないのか疑問に思ったことがきっかけである。最初は冗談のつもりだったが、大会は年々規模を拡大している。
第6回大会は「Land of Toys（おもちゃの国）」や「The Italian Las Vegas（イタリアのラスベガス）」と呼ばれるゴーストタウンのコンソンノが会場となった。
第7回大会は64チームが参加し、フランスのチームが優勝した。
第8回大会は2017年9月8日から10日に開催された。イタリア、フランス、ポルトガル、ベルギー、スイス、ハンガリー、スロバキア、日本、オーストラリア、アメリカ合衆国のほかアフリカ合同チームといった五大陸11か国からチームが出場し、80チームという目標を達成した。決勝は豪雨により中止になった。15を超える外国チームが参加したが、イタリアのチームが優勝した。
第9回大会は2018年8月24日から26日に開催。世界中から約400人の選手が参加した。

## ルールと大会形式
本大会の「かくれんぼ」は日本の「缶けり」に近い。1チーム5人の団体戦で行われ、男女が一緒に試合する。試合会場は野外であり、自然および人工の障害物が配置される。
1試合は10分間で行われ、これを繰り返し総得点で順位を競う。試合は20チームから選手各1人が出場し、これら選手計20人と大会運営側の鬼1人で行われる。審判のスタート合図とともに選手が隠れ、1分後から鬼が動き出す。選手は障害物や自然、観客に紛れ込んでも良い。会場中心にマット（ホームベース）が置かれ、鬼に見つからずにマットに触れると得点になり、鬼が選手のビブスの色を宣言した後にマットに触れると、その選手はアウトとなる。鬼の中には元ラガーマンや軍人もいる。
優勝チームには、隠すことの象徴としてアダムとエバの話にちなむ「黄金のイチジクの葉（The Golden Fig leaf）」が贈られる。

## かくれんぼ世界選手権の「哲学」
「かくれんぼ世界選手権」の理念は、人々に、外でかくれんぼを遊ぶとともに、自分らしく生きて隠れるのを止めようと誘うことにある。
そしてスポーツ競技ではあるが、主催者は「かくれんぼ世界選手権」を交流と娯楽のひとときにしたいと考えている。なので、世界選手権期間中には、音楽フェスティバルや秘密のコンサート、その他の娯楽イベントが行なわれている。

## 日本かくれんぼ選手権
2019年11月には、2020年9月に予定されていた世界選手権の日本代表選考を兼ねて、神奈川県松田町で日本全国から126人が参加し、第1回日本かくれんぼ選手権が開催された。このほか、兵庫県新温泉町の湯村温泉では通常のかくれんぼの大会（全日本かくれんぼ大会）が20年以上行われている 。

## 「かくれんぼ」をオリンピック競技へ
城西国際大学教授で一般社団法人鬼ごっこ協会会長を務める羽崎泰男は、2013年に、かくれんぼを2020年東京オリンピックの公開競技にするロビー活動を行った。羽崎が提案した競技は日本の伝統的なかくれんぼとは少し異なり、鬼ごっこに近かった。羽崎は、かくれんぼ世界選手権の主催者と連絡を取り、「Nascondino」のルールのほうがオリンピックの競技候補に適していると伝えた。

## 大衆文化における、かくれんぼ大会
空飛ぶモンティ・パイソンの第3シリーズ、エピソード9に、「オリンピックかくれんぼ選手権（The Olympic Hide-and-seek Final）」というコントがある。